# Богачёв, Владимир Валентинович
Влади́мир Валенти́нович Богачёв (род. 1 апреля 1944, Московская область) — советский и российский политический деятель, композитор-песенник.

## Биография
Владимир Богачёв родился 1 апреля 1944 года в деревне Юрятино Уваровского района (ныне Можайский район) Московской области в семье служащих.
В 1961 году окончил музыкальное училище в Москве, в 1970 году — Институт культуры в Красноярске.
С 1975 года по 1984 год работал руководителем ансамбля «Русь».
В 1984—1986 годах находился под следствием по ст. 70 УК РСФСР за антисоветскую пропаганду.
Один из организаторов Демократического союза (1988), затем — в Демократической партии Льва Убожко.
Летом—осенью 1989 года вокруг Владимира Богачёва сложилась инициативная группа под названием «Либерально-демократическая партия». Осенью 1989 года к Богачёву присоединился Владимир Жириновский. На Учредительном съезде 31 марта 1990, который прошёл в ДК им. Русакова, группа Богачёва-Жириновского стала называться Либерально-демократической партией Советского Союза (ЛДПСС). Владимир Богачёв стал главным координатором Либерально-демократической партии Советского Союза. 6 октября 1990 года по инициативе Богачёва в Москве состоялся II чрезвычайный съезд ЛДПСС, исключивший из партии её лидера Владимира Жириновского за сотрудничество с органами госбезопасности. Съезд также заявил об изменении политического курса партии: отказе от «центристской» линии и переходе в оппозицию к КПСС. Через два дня Богачёв и его сторонники были исключены из партии самим Жириновским.
Весной 1991 года участвовал в создании Европейской либерально-демократической партии — партии западноевропейского типа. Генеральный секретарь ЦК ЕЛДП с 1992 года. В 1995 году выдвигался кандидатом в депутаты Государственной Думы по спискам Европейской либерально-демократической партии, однако партия не смогла набрать подписи и не была допущена до выборов. До 1998 года ЕЛДП не смогла пройти перерегистрацию.
Женат, имеет взрослого сына.